# Hal Clement
Harry Clement Stubbs (30. května 1922, Somerville, Massachusetts, Spojené státy americké – 29. října 2003, Milton, Massachusetts), známější pod pseudonymem Hal Clement byl americký vojenský pilot, učitel a spisovatel vědeckofantastické literatury, vůdčí osobnost podžánru zvaného hard science fiction. Je řazen mezi představitele Zlatého věku science fiction.

## Život
Narodil se ve státě Massachusetts ve městě Somerville, ale vyrůstal v Bostonu. Vystudoval chemii, pedagogiku a na Harvardově univerzitě astronomii. Za druhé světové války se roku 1944 zúčastnil v Evropě jako pilot 8. letecké armády USAAF třiceti pěti bojových letů na bombardérech B-24. Podílel se na také vývoji zbraní. Vojenskou dráhu zakončil jako plukovník zálohy USAF v roce 1976.
Učil také několik let na střední škole základy exaktních věd a matematiku. Zemřel v nemocnici v Miltonu v Massachusetts v důsledku komplikací plynoucích z jeho onemocnění cukrovkou.
Debutoval roku 1942 povídkou Proof (Důkaz) v pulpovém magazínu Astounding Science-Fiction a brzy se stal jedním z jeho pravidelných přispěvatelů. Roku 1998 získala jeho povídka Uncommon Sense cenu Retro Hugo za tok 1946.. V roce 1998 získal ocenění Damon Knight Memorial Grand Master Award (Velmistr žánru sci-fi). Stal se jednou v vůdčích osobností hard science fiction, ale přísně technické pojetí jeho povídek a románů mu nedalo příliš velký prostor pro podrobnější psychologické profily jednajících postav.

## Dílo

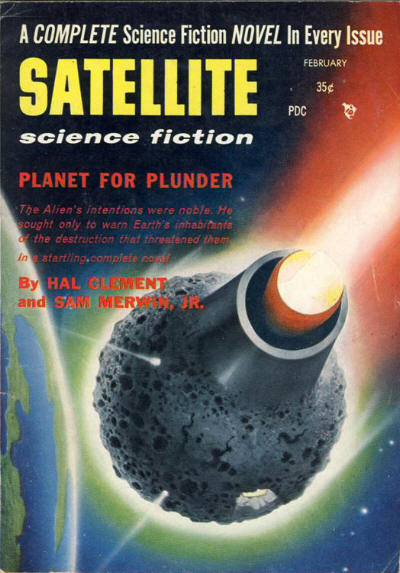
Obálka magazínu Satellite Science Fiction z roku 1857 s románem Planet for Plunder

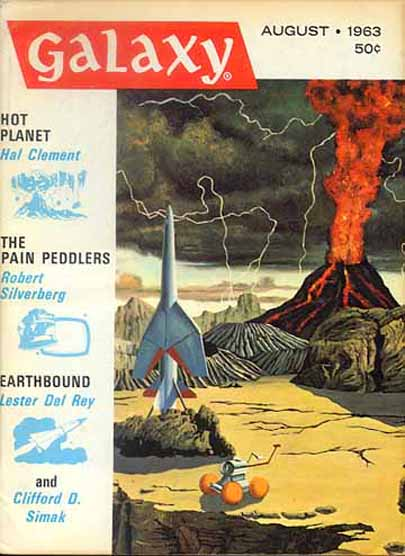
Obálka magazínu Galaxy z roku 1963 s povídkou Hot Planet

### Povídky
- Proof (1942, Důkaz), autorova první povídka, ve které umístil inteligentní život do nitra Slunce.
- Impediment (1942).
- Attitude (1943).
- Technical Error (1944)
- Trojan Fall (1944)
- Uncommon Sense (1946, Neobvyklý smysl), povídka získala roku 1998 cenu Retro Hugo. Příběh se odehrává na planetě u hvězdy Deneb, kde díky záření jejího slunce fungují u místních forem života oči jako dírkové kamery.
- Cold Front (1946).
- Assumption Unjustified (1946).
- Answer (1947, Odpověď).
- Fireproof (1949).
- Halo (1952)
- Critical Factor (1953, Kritický faktor), v povídce autor popisuje plynné inteligentní bytosti žijící v nitru Země.
- Ground (1953).
- Dust Rag (1956, Mít tak s sebou prachovku...).
- Planetfall (1957).
- The Lunar Lichen (1960).
- Sunspot (1960), také jako Sun Spot.
- The Green World (1963).
- Hot Planet (1963, Horká planeta), povídka se odehrává na Merkuru.
- Raindrop (1965).
- The Foundling Stars (1966)
- The Mechanic (1966).
- Bulge (1968).
- Lecture Demonstration (1973).
- Mistaken for Granted (1974).
- The Logical Life (1974).
- Stuck With It (1976).
- Longline (1976).
- A Question of Guilt (1976).
- Seasoning (1978).
- Symbol (1987).
- Blot (1989, Skvrna). povídka se odehrává ve světě Nadace vytvořeném Isaacem Asimovem.
- Phases in Chaos (1991).
- Eyeball Vectors (1992).
- Sortie (1994).
- Oh, Natural (1998).
- Options (1998)
- Exchange Rate (1999)
- Office Politics (2003).

### Sbírky povídek
- Natives of Space (1965).
- Small Changes (1969).
- The Best of Hal Clement (1979).
- Intuit!! (1987).

### Romány
- Needle (Jehla), časopisecky 1949, knižně 1950 jako From Outer Space, mimozemský detektiv musí na Zemi při pátrání po nebezpečném vesmírném zločinci přijmout podobu parazitického viru v těle pozemského chlapce.
- Iceworld (Ledový svět), časopisecky 1951, knižně 1953, Země je z hlediska mimozemského pašeráka narkotik, pocházejícího z velmi teplé planety, je popisována jak ledový svět.
- Mission of Gravity (Těžká expedice), časopisecky 1953, knižně 1954, první část volné trilogie. Jde o příběh pozemské expedice na planetě Mesklin, která má na pólech větší gravitaci než Země, ale díky větší rotaci je přetížení na rovníku menší.
- The Ranger Boys in Space (1956), román pro mládež.
- Planet for Plunder, společně se Samem Merwinem jr., časopisecky 1957, knižně až 2011,
- Cycle of Fire (1957, Cyklus ohně), sluneční systém rudého obra a bílého trpaslíka způsobuje na planetě v tomto systému střídání chladného a žhavého období, co mělo za následek, že se na planetě vyvinul dvojí druh bytostí.
- Close to Critical, časopisecky 1958, knižně 1964, pokračování románu Mission of Gravity, druhá část volné trilogie. Román se odehrává na planetě, kde se atmosféra pohybuje blízko teploty varu vody.
- Ocean on Top, časopisecky 1967, knižně 1973, román o přizpůsobení lidstva životu pod hladinou oceánů.
- Star Light (1971), pokračování románu Close to Critical, závěrečná část volné trilogie. Planeta, zde popisovaná, má tak extrémně dlouho dobu rotace, že je z ní na stovky hodin pochmurný a soumračný svět.
- Left of Africa (1976), historický román pro mládež.
- Through the Eye of a Needle (1978), pokračování románu Needle.
- The Nitrogen Fix (1980), román se odehrává v budoucnosti, kdy v zemské atmosféře převládá dusík a oceány jsou plné velmi zředěné kyseliny dusičné.
- Still River (1987).
- Fossil (1993), román se odehrává ve světě vytvořeném Isaacem Asimovem.
- Half Life (1999), lidstvo je na cestě k vyhynutí kvůli nemoci. Vědci jsou vysláni na Titan ve slabé naději, že zde najdou biochemická vodítka k vyléčení.
- Noise (2003).

### The Essential Hal Clement
Třídílné vydání nejvýznamnějších autorových prací:
- The Essential Hal Clement, Volume 1: Trio for Slide Rule and Typewriter Archivováno 27. 9. 2007 na Wayback Machine. (1999), obsahuje tří romány Needle, Iceworld aa Close to Critical.
- The Essential Hal Clement, Volume 2: Music of Many Spheres Archivováno 27. 9. 2007 na Wayback Machine. (2000), obsahuje sedmnáct povídek.
- The Essential Hal Clement, Volume 3: Variations on a Theme by Sir Isaac Newton Archivováno 29. 9. 2007 na Wayback Machine. (2000), obsahuje romány Mission of Gravity a Star Light, novelu Lecture Demonstration, povídku Under, napsanou pro tuto sbírku, a esej o tom, jak psát sci-fi Whirligig World.

## Česká vydání
- Důkaz, povídka vyšla v antologii Těžká planeta, Mladá fronta, Praha 1979, přeložila Veronika Veisová, znovu Triton, Praha 2002.
- Mít tak s sebou prachovku..., povídka vyšla v Antologie|antologii Těžká planeta, Mladá fronta, Praha 1979, přeložila Veronika Veisová, znovu Triton, Praha 2002.
- Těžká expedice, román vycházel roku 1993 na pokračování v časopisu Ikarie v číslech 9, 1., 11 a 12, přeložil Jan Filipský.
- Kritický faktor, povídka vyšla v antologii Od Heinleina po Aldisse, AFSF, Praha 1994, přeložil Mirek Valina.
- Horká planeta, povídka vyšla v antologii Objevitelé, Laser-books, Plzeň, 2007.
- Skvrna, povídka vyšla v antologii Přátelé nadace, Argo a Triton, Praha 2015, přeložil Zdeněk Uherčík.